# Trachelas ecudobus
Trachelas ecudobus är en spindelart som beskrevs av Arthur M. Chickering 1972. Trachelas ecudobus ingår i släktet Trachelas och familjen flinkspindlar. Inga underarter finns listade i Catalogue of Life.